# Erling Alm
Bror Erling Alm, född den 11 oktober 1947 i Hörby i Skåne, är en svensk väg- och vattenbyggnadsingenjör, känd för sitt arbete med kustskydd.
Alm blev civilingenjör vid institutionen för Väg- och vattenbyggnad på LTH, Lunds universitet, 1970. Alm har huvudsakligen arbetet med nationella och internationella utvecklingsprojekt inom den kommunala sektorn. I Ystads kommun, där han var verksam under många år, tog han redan på 1980-talet upp frågan om "Växthuseffektens inverkan på kommunal planering". Han grundade 1994 expertorganisationen "Erosionsskadecentrum", som arbetar med kustskydds- och klimatfrågor. Alm var även engagerad i den statliga Klimat- och sårbarhetsutredningen 2005–2007. Han blev mest känd för sina insatser med att implementera ett mera modernt och vetenskapligt sätt att hantera kusterosion och kustskydd i Sverige. Från branschen har sagts, att "hans insatser är unika och ovärderliga för Sverige". I media benämndes han av detta skäl "Kungen av sand". Alm arbetade som tekniskt råd och domare vid Mark- och miljödomstolen i Växjö under åren 2011–2014. Den 16 juni 2015 erhöll Alm en Kunglig utmärkelse, nämligen H.M. Konungens medalj i guld för insatser rörande erosionsproblematiken kring Sveriges kuster. I juni 2016 erhöll Alm Kungliga Patriotiska Sällskapets medalj i guld, första storleken, för betydande gärning.